# Liste der Stolpersteine in Berchem-Sainte-Agathe

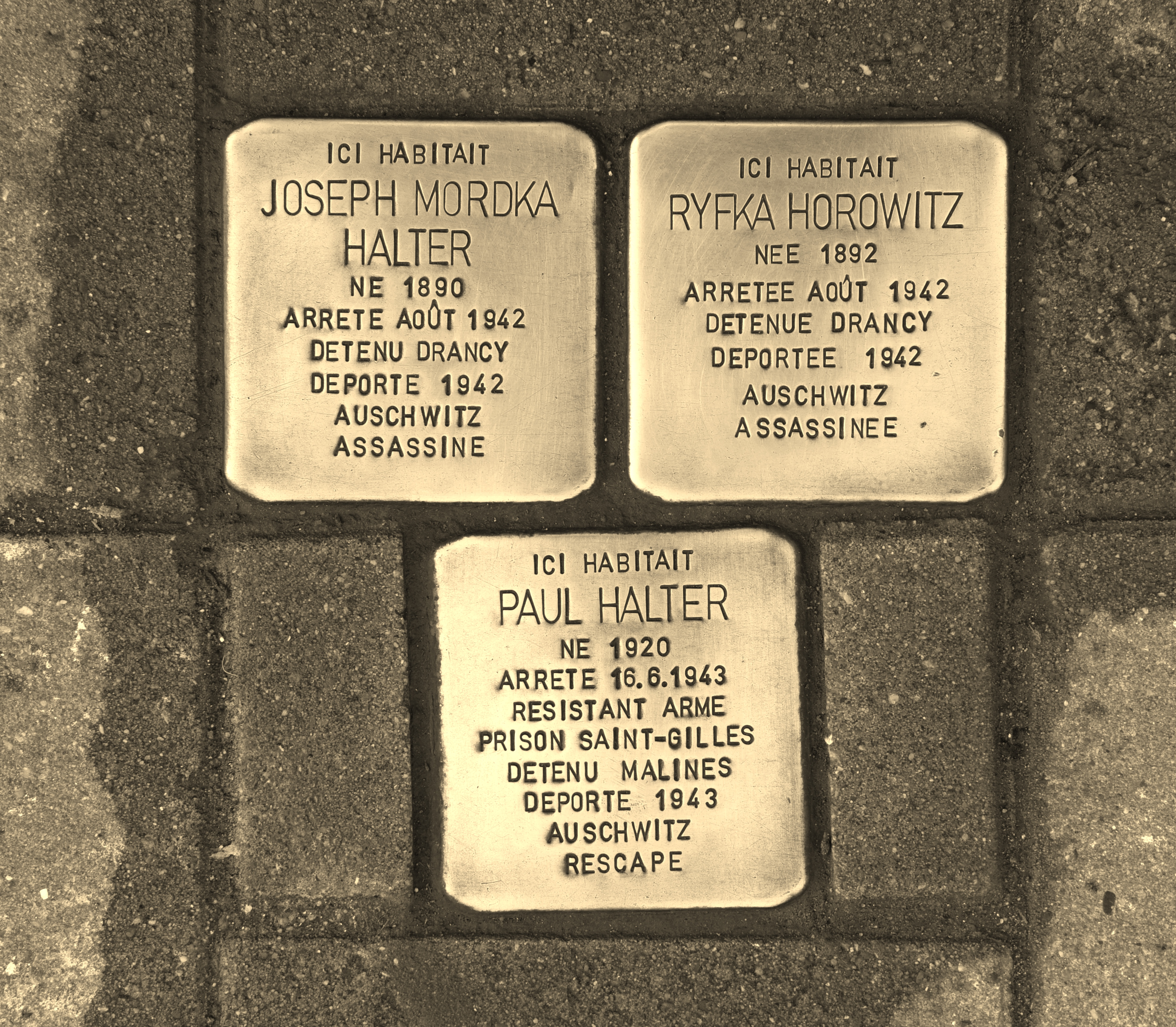
Stolpersteine für Familie Halter

Die Liste der Stolpersteine in Berchem-Sainte-Agathe umfasst jene Stolpersteine, die vom Kölner Künstler Gunter Demnig in der belgischen Gemeinde Berchem-Sainte-Agathe verlegt wurden. Sie erinnern an das Schicksal von Menschen aus dieser Region, die von Nationalsozialisten ermordet, deportiert, vertrieben oder in den Suizid getrieben worden sind. Die Stolpersteine wurden von Gunter Demnig verlegt. Sie werden im Regelfall vor dem letzten selbstgewählten Wohnort des Opfers verlegt.

## Berchem-Sainte-Agathe
Berchem-Sainte-Agathe (französisch) bzw. Sint-Agatha-Berchem (niederländisch) ist eine der 19 Gemeinden, die die Region Brüssel-Hauptstadt bilden. Sie befindet sich im Nordwesten der Region. Es handelt sich mit 24.830 Einwohnern (1. Januar 2018) auf 2,95 Quadratkilometern Fläche um eine der kleineren Gemeinde der Region. Die jüdische Bevölkerung Belgiens war in vier Städten konzentriert: in Antwerpen lebten bis zu 55.000, in Brüssel bis zu 35.000, in Lüttich bis zu 2.000 und in Charleroi 628 Menschen jüdischen Glaubens. Die Deutschen internierten und deportierten 34.801 Juden. Obwohl viele jüdische Bewohner Belgiens flüchten konnten oder sich erfolgreich versteckten, wurden 28.902 von ihnen im Rahmen der Shoah ermordet. Die meisten derer, denen die deutschen Truppen habhaft werden konnten, wurden in Viehwaggons nach Auschwitz-Birkenau deportiert.

## Verlegte Stolpersteine
| Stolperstein | Übersetzung | Verlegeort              | Name, Leben |
| ------------ | --- | ----------------------- | --- |
|              | HIER WOHNTE JOSEPH MORDKA HALTER GEBOREN 1890 VERHAFTET AUGUST 1942 INTERNIERT IN DRANCY DEPORTIERT 1942 AUSCHWITZ ERMORDET                                      | Chaussée de Gand 1116 · | Joseph Mordka Halter wurde am 13. oder 19. Februar 1890 in Warschau geboren. Seine Eltern waren Avraham Yitzkhak Halter und Chana, geborene Pasirshtein. Er hatte fünf Geschwister: Salomon, Lea, Regine, Rivka und Tauba. Sein Vater und sein Bruder waren Setzer und Drucker. Er wurde Uhrmacher und war verheiratet mit Ryfka Horowitz. Das Ehepaar hatte drei Kinder: Marie, sie starb mit sechs Jahren an einer Lungenentzündung, Samuel (geboren 1916) und Paul (geboren 1920). Nach dem deutschen Überfall auf die Niederlande, Belgien und Luxemburg im Mai 1940 flüchtete die ganze Familie nach Vichy. Nach wenigen Wochen kehrten sie nach Brüssel zurück, wo der ältere Sohn sein Medizin-Studium abschloss und beide Söhne sich der Résistance anschlossen. Laut Arbeitseinsatzbefehl vom 4. August 1942 sollte sich Joseph Halter am 3. August 1942 um 10 Uhr im SS-Sammellager Mecheln einfinden. Den Befehl ignorierte er. Gemeinsam mit seiner Frau wollte er in die Schweiz flüchten. Sein Sohn Paul stellte ihm dafür Dokumente zur Verfügung, doch hatte der Ersteller der Papiere, ein Beamter aus Ixelles eine Liste aller Dokumente gemacht. Die Liste ging an sämtliche Kontrollpunkte und unweit der Grenze, in Pontarlier, wurden Joseph Halter und seine Ehefrau im August 1942 verhaftet und danach im Sammellager Drancy, zwanzig Kilometer nordöstlich von Paris, interniert. Beide wurden am 21. August 1942 mit dem Transport 22 von Drancy nach Auschwitz deportiert. Joseph Mordka Halter wurde in Auschwitz ermordet. Seine Ehefrau wurde ebenfalls in Auschwitz ermordet, auch seine Eltern haben die Shoah nicht überlebt. Seine Schwestern Tauba und Lea und deren Ehemänner sowie seine Schwester Rivka wurden ebenfalls Opfer der Shoah. Joseph Mordkas Sohn Paul wurde auch nach Auschwitz deportiert, konnte jedoch überleben. Sam Halter flüchtete rechtzeitig nach England. Auch Schwester Regine und Bruder Salomon sowie dessen Familie konnten das NS-Regime überleben. Sein Neffe Marek Halter, geboren 1936, wurde später ein namhafter Schriftsteller. |
|              | HIER WOHNTE PAUL HALTER GEBOREN 1920 VERHAFTET 16.6.1943 BEWAFFNETER WIDERSTAND GEFÄNGNIS SAINT-GILLES INTERNIERT IN MECHELEN DEPORTIERT 1943 AUSCHWITZ ÜBERLEBT | Chaussée de Gand 1116 · | Paul Baron Halter wurde am 10. Oktober 1920 in Genf geboren. Seine Eltern waren Joseph Mordka Halter und Ryfka, geborene Horowitz. Er hatte eine Schwester, Marie, die im Alter von sechs Jahren an einer Lungenentzündung starb, und einen Bruder Samuel (geboren 1916), der später Arzt wurde. Paul Halter wurde belgischer Staatsbürger, nachdem die Familie 1921 nach Brüssel zog. Halter studierte Philosophie und Kunst an der Université libre de Bruxelles. Unmittelbar nach der deutschen Besetzung Belgiens flüchtete die Familie nach Vichy. Auf Anraten von Paul-Henri Spaak, eines sozialistischen Politikers aus Belgien, der sich damals in Vichy aufhielt, kehrte die Familie nach Brüssel zurück, wo sich die Brüder 1941 der Résistance anschlossen. Paul Halter war an mehreren Anschlägen beteiligt, sein Deckname war Stephane. Unter anderem war er am Anschlag auf den Konvoi XX beteiligt, der über 100 Deportierten die Flucht in die Freiheit ermöglichte. Seine Eltern wurden im August 1942 nahe der Schweizer Grenze verhaftet, zuerst nach Drancy, dann nach Auschwitz verschleppt und im Rahmen der Shoah ermordet. Sein Bruder konnte über Spanien und Portugal nach London flüchten, er übernahm später die Organisation der Lazarette der belgischen Marine. Am 16. Juni 1943 wurde Paul Halter in Schaerbeek, einer der 19 Gemeinden Brüssels, in einer Straßenbahn verhaftet. Er wurde mehrfach von der Geheimen Feldpolizei verhört. Paul Halter hatte über einen Beamten Papiere für Juden ausstellen lassen, unter anderem auch für seine Eltern. Er war im Gefängnis von Saint-Gilles inhaftiert, wurde in das SS-Sammellager Mechelen überstellt und am 20. September 1943 mit dem Konvoi XXIIA in das Konzentrationslager Auschwitz-Birkenau deportiert. In dem Transport befanden sich 640 Menschen, nur 32 von ihnen überlebten. Paul Halter bekam die Häftlingsnummer 151.610 tätowiert. Im Außenlager KZ Fürstengrube musste er Zwangsarbeit verrichten. Er überstand Folter, Hunger und Krankheiten und konnte – auch dank seine Fertigkeit als Uhrmacher – die KZ-Zeit überleben. Paul Halter erhielt zahlreiche Auszeichnungen, darunter das Auschwitz-Kreuz der Republik Polen und das Bundesverdienstkreuz. Vom belgischen König wurde er 1966 in den Adelsstand erhoben. 1980 gründete er die Foundation Auschwitz, deren Präsident er bis zuletzt war. Er starb am 30. März 2013 im Alter von 92 Jahren. |
|              | HIER WOHNTE RYFKA HOROWITZ GEBOREN 1892 VERHAFTET AUGUST 1942 INTERNIERT IN DRANCY DEPORTIERT 1942 AUSCHWITZ ERMORDET                                            | Chaussée de Gand 1116 · | Ryfka Halter, geborene Horowitz, wurde am 20. Februar 1892 in Polen geboren. Sie war verheiratet mit dem Uhrmacher Joseph Mordka Halter. Das Ehepaar hatte drei Kinder: Marie, sie starb mit sechs Jahren an einer Lungenentzündung, Samuel (geboren 1916) und Paul (geboren 1920). Ryfka Halter und ihr Ehemann wurden im August 1942 verhaftet und im Sammellager Drancy, zwanzig Kilometer nordöstlich von Paris, interniert. Sie wurde zusammen mit ihrem Mann am 21. August 1942 mit dem Transport 22 von Drancy nach Auschwitz deportiert. Ryfka Halter hat die Shoah nicht überlebt. Ihr Ehemann hat ebenfalls die Shoah nicht überlebt, beide Söhne waren im Widerstand und überlebten. |

## Verlegedaten
Die Stolpersteine von Berchem-Sainte-Agathe wurden am 30. Oktober 2014 von Gunter Demnig verlegt.